# 中村かおり (アナウンサー)
中村 かおり（なかむら かおり、1976年1月8日 - ）は、宮城県仙台市でタレント活動をしている日本の司会者、リポーター、ナレーター、フリーアナウンサー、講師。
宮城県仙台市出身、モックプランニング所属。2児の母。

## 出演

### テレビ番組
- 週末の女神（東日本放送、2000年4月 - 2001年3月） - 司会
- 夕方ワイドあなたにCue!（東日本放送） - 中継担当
- シネマ・ロマネスク（東北放送）
- 情報ライブMovin'（仙台放送） - 「持ち込みアゴラ」のコーナー担当
- MiMiよりマーケット（仙台放送、2011年4月 - ） - MC

### ラジオ番組
- La Foresta/Midday Groove（Date fm、1999年4月 - 2001年9月） - 水曜パーソナリティ
- PARADISO NAVIGATION（Date fm、2008年5月2日 - ） - 『Be-POP』と『AIRJAM Friday』内で放送のミニ番組。
- 仙台・山陰 ENISHI旅（Date fm、2019年[5]） - 木曜『RAD 〜Radio All Day〜』内で放送のミニ番組。
- マドとマドリの旨い店（Date fm、2019年[5] - ） - 金曜『Date fm Sendaian Hot Music』内で放送のミニ番組。

### CM
- 仙台トヨペット
- 日本カイロプラクティックドクター専門学院 仙台校
- ツアー・ウェーブ